# ستيفان مولر (مخرج)
ستيفان مولر هو مخرج سويسري، ولد في 7 يوليو 1951 في بازل في سويسرا.